# Skjervefossen
Skjervefossen er et vandfald i Granvin kommune i Vestland fylke i Norge. Den ligger ved Skjervet, omtrent midt mellem Granvin og Voss. Riksvei 13 passerer på afsatsen mellem fossens øvre og nedre fald.